# Anatomické roviny

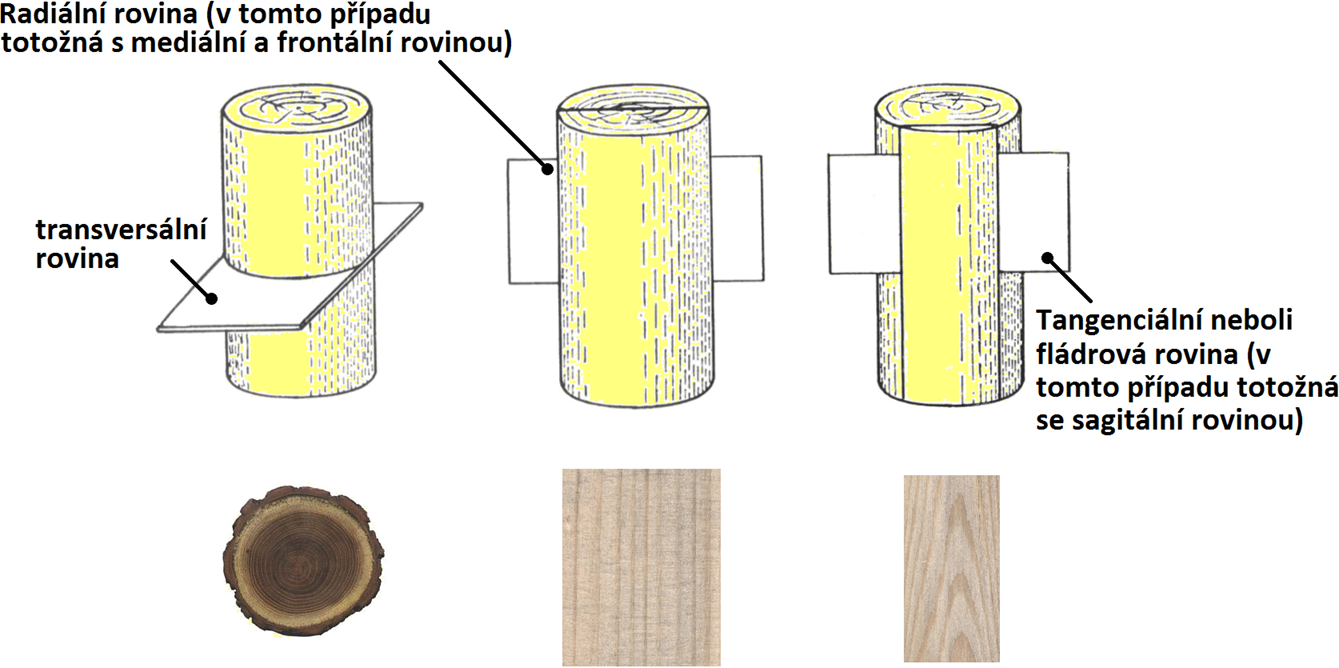
Základní anatomické řezy rostlin. Nahoře je definice rovinou řezu a dole je vzhled řezu (a) transversální/příčný, (b) radiální/poloměrový/středový, (c) tangenciální/tečný/fládrový.

Anatomické roviny - Při popisu stavby obecného těla se vychází ze základní anatomické polohy obecného těla rostlin či živočichů. Aby se v tělech „nebloudilo“, tak jsou z praktických důvodů definované anatomické roviny, řezy a směry. Řez tělem/tělesem je definován jako průnik řezné roviny s tělem/tělesem. Anatomický/lékařský termín pro rovinu je latinské planum v množném čísle plana.

## Anatomické roviny rostlin
Základní roviny a řezy rostlin vysvětluje obrázek. Existuje
- Transversální (příčný) řez je vedený v rovině kolmé k ose stonku/kmene a je vždy rozpoznatelný podle koncentrických letokruhů (přibližně kružnice).[1]
- Radiální/poloměrový/středový řez je vedený v rovině rovnoběžné s osou stonku/kmene a procházející středem (dření), letokruhy mají tvar svislých pásů (přibližně rovnoběžky) a je kolmý na transversální řez.[1]
- Tangenciální/tečný/fládrový řez je vedený v rovině rovnoběžné s osou stonku/kmene (kolmý na transversální řez), neprochází středem (dření stonku) a letokruhy vytvářejí fládry (přibližně paraboly).[1]

Je tedy zřejmé, že výše uvedené řezy definují u rostlin transverzální rovinu, radiální rovinu (totožná s mediánní a frontální rovinou) a tangenciální rovinu (totožná s fládrovou a sagitální rovinou).

## Anatomické roviny zvířat a člověka
Podle základní anatomické polohy těla existují rozdíly při definicích rovin a směrů mezi zvířaty a člověkem.

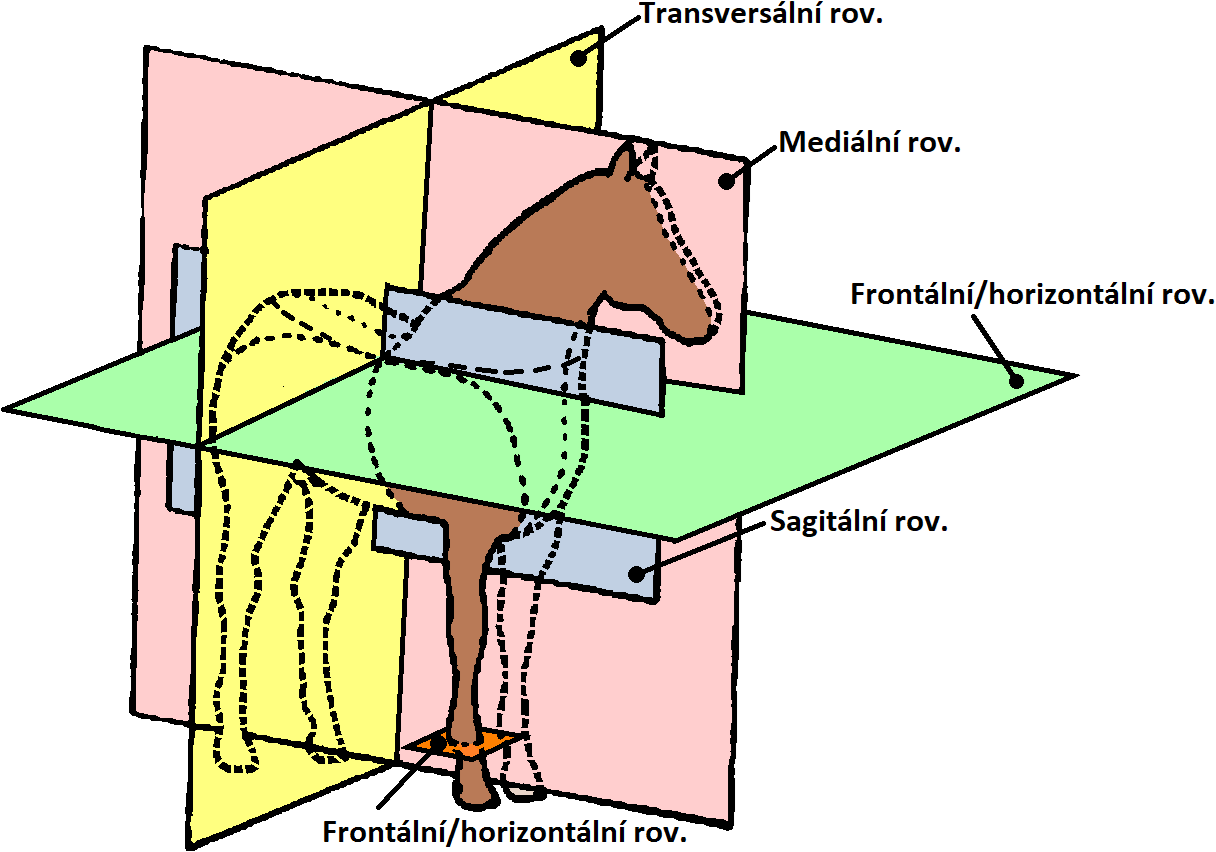
Základní anatomické roviny řezů živočichů.
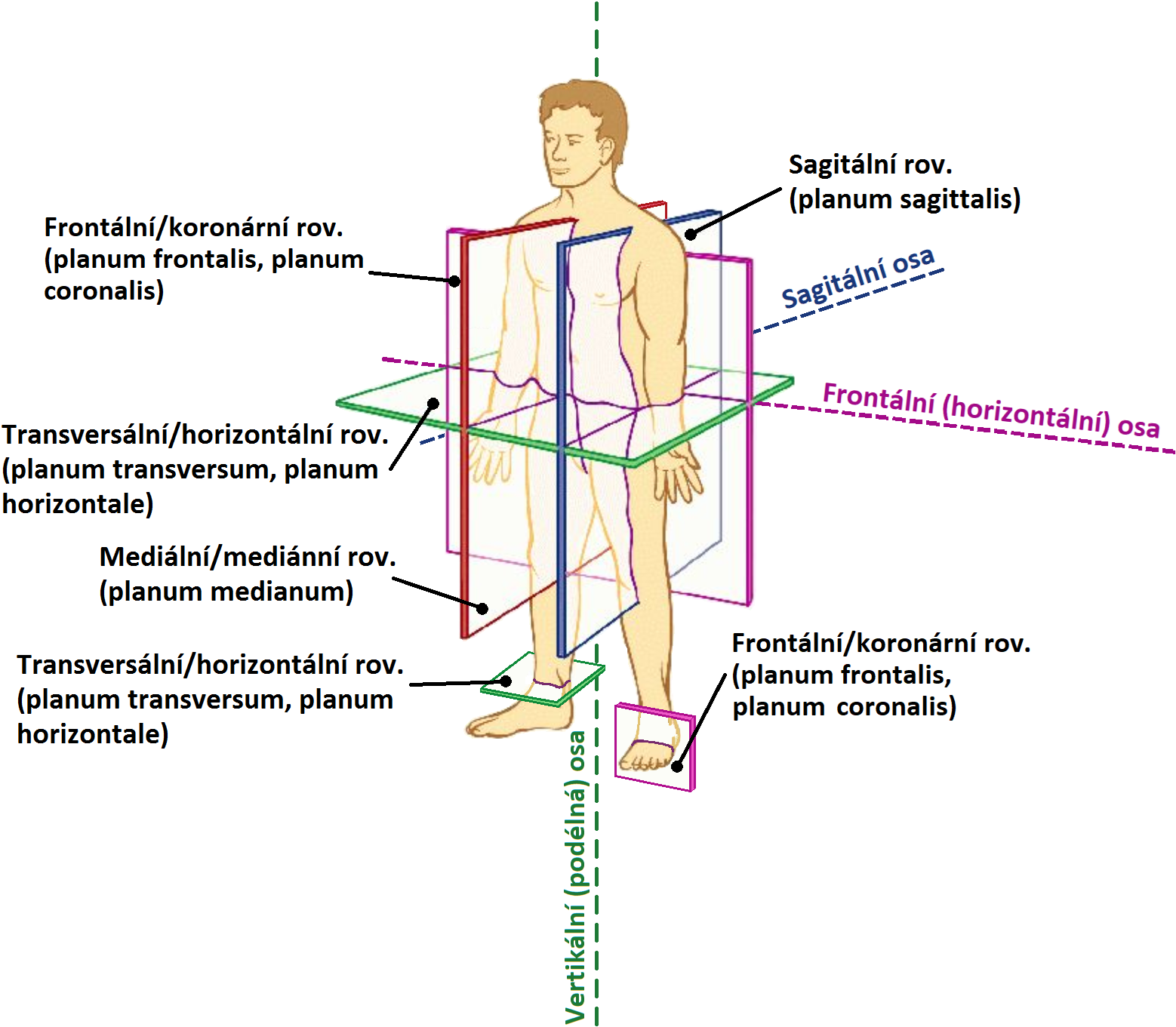
Základní anatomické roviny a osy řezů člověka.
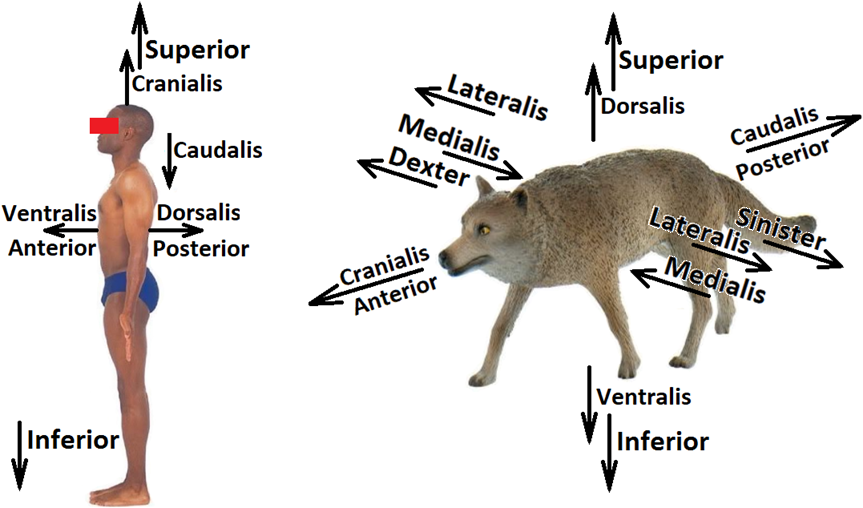
Základní anatomická pozice člověka a zvířete a příklad rozdílů při popisu anatomických směrů u člověka a zvířat.
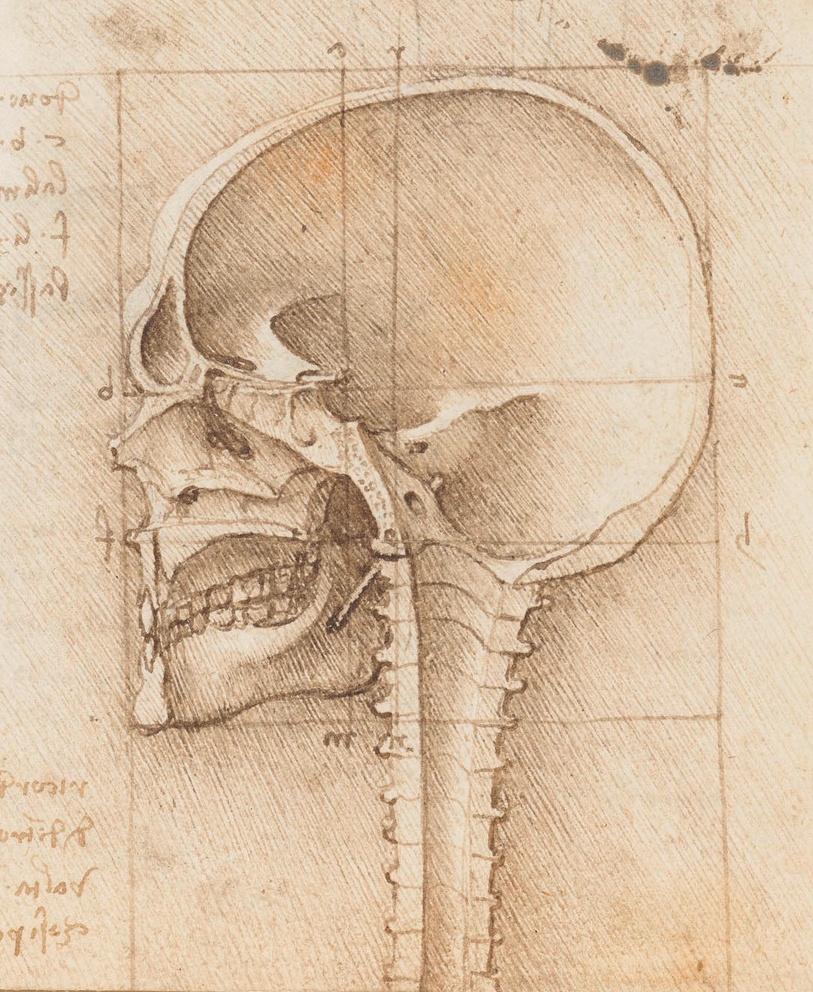
Řez mediánní rovinou lidského crania (Leonardo da Vinci)

### Anatomické roviny lidského těla
- rovina mediánní (mediální), latinsky planum medianum – rovina zrcadlové souměrnosti (rovina symetrie těla). Svislá rovina, která prochází předozadně (zpředu dozadu) středem těla od hlavy k pánvi a dělí stojící tělo ve dvě "stejné" zrcadlové poloviny (pravou a levou). Mediánní rovina je vlastně jednou z rovin sagitálních a je se sagitálními rovinami rovnoběžná (viz dále).
- roviny sagitální, latinsky plana sagittalia – sagitální neboli šípová rovina (latinsky sagitta = šíp) je každá rovina rovnoběžná s rovinou mediánní. Sagitální roviny jsou kolmé na frontální a transverzální rovinu (viz dále).
- roviny frontální (koronární), latinsky plana frontalalia (coronalia) – svislé roviny probíhající pravolevě tělem, rovnoběžně s obličejem, tedy kolmo na roviny sagitální i transverzální.
- roviny transverzální (horizontální), latinsky plana transversalia (horizontalia) – procházejí vždy (při jakékoliv poloze těla) kolmo k podélné ose dané části těla. V základní anatomické poloze jsou u člověka orientovány horizontálně, kolmo na roviny sagitální a frontální.
- ostatní roviny obecně orientované